# Rotating Home
Das Rotating Home (deutsch Sich Drehendes Haus) ist ein rund-gebautes, sich um die eigene Achse drehendes Privathaus nahe San Diego, Kalifornien. Es liegt in der Gemeinde Casa de Oro-Mount Helix auf dem Mount Helix und hat zentral eine Sicht auf den Cowles Mountain und dahinter bis zur Coronado Bay Bridge und den Laguna Mountains. Es gilt als das einzige Bauwerk der Welt, das mitsamt seiner ganzen Gas-, Wasser- und Elektroinstallation gedreht wird. Eine Rotation dauert wählbar zwischen 33 Minuten und 24 Stunden und kann in beide Richtungen erfolgen. Ein Dauerbetrieb in eine Richtung ist möglich. In der Doppelgarage im Keller befinden sich zwei Drehscheiben, so dass die Fahrzeuge ebenfalls um 180 Grad gedreht werden können, um immer vorwärts hinausfahren zu können. Es wurde im Wesentlichen von den Bauherren Al Johnstone und seiner Ehefrau Janet in Do-it-yourself-Bauweise errichtet:

‘I am the architect, the engineer, the inventor, the general contractor, and the main grunt,’ Al explained in the CNN video.

„‚Ich bin der Architekt, der Ingenieur, der Erfinder, der Generalunternehmer und die Hauptarbeitskraft‘, erklärte Al im CNN-Video.“

Im Sommer 2023 wurde das Haus für 5,3 Mio. US-Dollar verkauft, obwohl der Marktwert auf nur 4,3 Mio. Dollar geschätzt wurde. Es ist das mit Abstand teuerste Einfamilienhaus im Umkreis.

## Konstruktion
Das Haus mit einem Durchmesser von 15,24 m (50 Fuß) besteht aus zwei Etagen. Gedreht wird nur das obere Stockwerk, das vollständig von einem Balkon umgeben ist. Über diesen Balkon erfolgt auch der Zugang zum Haus. Innerhalb des Hauses befindet sich an zentraler Stelle eine Aufzugsanlage, mit der die untere Etage erreicht werden kann. Unter diesem Aufzugschacht ruht das Herzstück der Ver- und Entsorgung, ein zentraler, nicht rotierender Kern, über den eine Hülse gesteckt ist, die sich mitdreht. Dieses Bauelement wurde zuvor dem zentralen Drehgelenk eines Turmkrans entnommen, das Al Johnstone dafür umgebaut hat.
Die Elektrizität wird mithilfe eines Schleifrings übertragen, eine Technik, die bereits ab dem späten 19. Jahrhundert eingesetzt wird. Hier drehen sich 16 Metallbürsten um den fest stehenden Kupferkern. Auch für Telefon- und die Internet-Verbindung gibt es eine derartige technische Komponente mit einem Quecksilberschalter, bei dem ebenfalls ein Schleifring die hermetisch verschlossene Hülse mit den Kontakten abtastet.
Für die flüssigen Komponenten funktioniert diese Lösung nicht. Al Johnstone entwickelte dafür ebenfalls einen speziellen Schleifring, den er anschließend zum Patent anmeldete. In der Patentanmeldeschrift steht,

“It is an object of the present invention to provide a new and improved swivel joint apparatus and method for supplying utilities to a rotatable building.”

„Es ist ein Ziel der vorliegenden Erfindung, eine neue und verbesserte Drehgelenkvorrichtung und ein Verfahren zur Versorgung eines drehbaren Gebäudes bereitzustellen.“

Dabei handelt es sich um ein etwa 40 cm Durchmesser großes Metalldrehstück, das an der Außenseite mit vier übereinander liegenden 3 Zoll großen Rillen versehen ist. In der oberen Rille läuft das Abwasser, darunter Grauwasser und Trinkwasser, unten Gas. Bohrungen führen von unten in die jeweiligen Rillen und sind an die jeweiligen Versorgungsleitungen angeschlossen. Darübergestülpt ist eine Hülse, die sich mit dem Haus dreht. Von außen angeflanschte Nuten stellen die Versorgung innerhalb des Hauses sicher. Zwischen den vier Nutzrillen befinden sich weitere Rillen, in denen die Dichtungen liegen. Diese Dichtungen sind mit einem Alarmsystem verbunden, das mögliche Leckagen meldet. Die Wartung besteht in einer einmal jährlich stattfindenden Schmierung.
Angetrieben wird die Rotation durch einen 1,5-PS-Motor, nachdem sich herausgestellt hat, dass der ursprünglich eingebaute 5-PS-Motor zu kräftig war und unangenehme Schwingungen in die Rotation brachte. Der weitere Antrieb erfolgt über ein Untersetzungsgetriebe mit einer Untersetzung von 25:1, eine 71:1 Drehmomentnabe, die die Kraft auf zwei 16-Zoll-Räder überträgt. Diese Räder bewegen sich auf einer kreisförmig gebogenen Stahlschiene, auf der die Last des Hauses ruht.

## Wahrnehmung
Schätzungen des Bauherrn zufolge dürfte es etwa 40 ähnliche Bauwerke geben, die aber alle nicht für Dauerrotation geeignet sind und auch nicht die Bauvorschriften erfüllen müssen, die er zu berücksichtigen hatte. Das Haus wurde wegen dieser Einmaligkeit in vielen Medien präsentiert, zuerst im Juni 2011 auf HouseSmarts und anschließend schätzungsweise auf weiteren 50 Kanälen weltweit sowie in zahlreichen Zeitungen und Zeitschriften, darunter auch in Japan, Österreich, Neuseeland und Deutschland.